# Liste der Biografien/Schwam
Liste der Biografien |
Portal Biografien |
Personensuche
# |
A |
B |
C |
D |
E |
F |
G |
H |
I |
J |
K |
L |
M |
N |
O |
P |
Q |
R |
S |
T |
U |
V |
W |
X |
Y |
Z |
?
 
Sa |
Sb |
Sc |
Sd |
Se |
Sf |
Sg |
Sh |
Si |
Sj |
Sk |
Sl |
Sm |
Sn |
So |
Sp |
Sq |
Sr |
Ss |
St |
Su |
Sv |
Sw |
Sy |
Sz
 
Sca–Sce |
Sch |
Sci–Scz
 
Scha |
Schc |
Schd |
Sche |
Schg |
Schi |
Schj |
Schk |
Schl |
Schm |
Schn |
Scho |
Schp |
Schr |
Schs |
Scht |
Schu |
Schv |
Schw |
Schy
 
Schwa |
Schwe |
Schwi |
Schwo |
Schwu |
Schwy
 
Schwaa |
Schwab |
Schwac |
Schwad |
Schwae |
Schwag |
Schwah |
Schwai |
Schwak |
Schwal |
Schwam |
Schwan |
Schwap |
Schwar |
Schwas |
Schwat |
Schwau |
Schwaz
Die Liste der Biografien führt alle Personen auf, die in der deutschsprachigen Wikipedia einen Artikel haben. Dieses ist eine Teilliste mit 23 Einträgen von Personen, deren Namen mit den Buchstaben „Schwam“ beginnt.

## Schwam

### Schwamb
- Schwamb, Elisabeth (1897–1964), deutsche Politikerin (SPD)
- Schwamb, Ludwig (1890–1945), sozialdemokratischer Jurist und Politiker, Widerstandskämpfer gegen die nationalsozialistische DiktaturLudwig Schwamb (1890–1945)

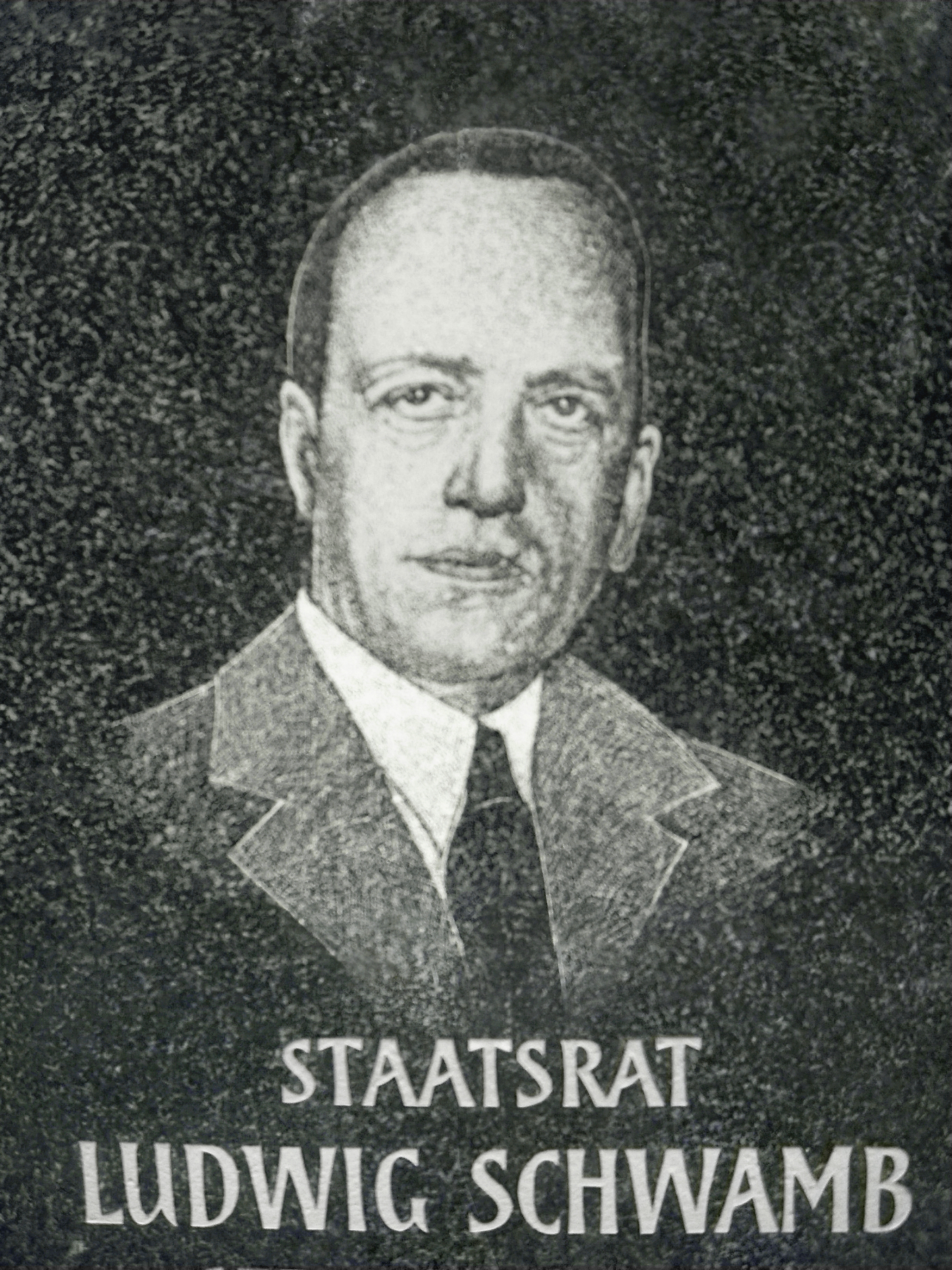
Ludwig Schwamb (1890–1945)

- Schwamberger, Anna (* 1991), deutsche Politikerin (Bündnis 90/Die Grünen), MdL
- Schwamberger, Emil (1882–1955), deutscher Kommunalpolitiker und Oberbürgermeister von Ulm (1919–1933)
- Schwamberger, Jeanette (* 1972), deutsche politische Beamtin
- Schwamberger, Karl Maria (1905–1967), österreichischer Cellist, Gambist und Hochschullehrer
- Schwamberger, Patrick, Kinderdarsteller
- Schwamborn, Friedhelm (1938–2020), deutscher Dozent und Wissenschaftsmanager
- Schwamborn, Hanna (* 1992), deutsche Schauspielerin
- Schwamborn, Volker (* 1944), deutscher Arzt und ehemaliger Kommandeur des Sanitätskommandos II
- Schwamborn, Winfried (* 1949), deutscher Autor

### Schwame
- Schwameder, Hermann (* 1962), österreichischer Sportwissenschaftler und Hochschullehrer

### Schwamk
- Schwamkrug, Ernst (1870–1946), deutscher Jurist und Polizeipräsident
- Schwamkrug, Ernst-Günther (1919–1995), deutscher Politiker (CDU), MdL
- Schwamkrug, Friedrich Wilhelm (1808–1880), deutscher Maschinenkonstrukteur und letzter Oberkunstmeister in Sachsen

### Schwamm
- Schwamm, Günther (1935–2015), deutscher Politiker (SPD), MdL
- Schwamm, Hermann (1900–1954), römisch-katholischer Theologe
- Schwammberger, Josef (1912–2004), deutscher SS-Oberscharführer und Lagerkommandant
- Schwammenhöfer, Hermann (* 1940), österreichischer Archäologe
- Schwammer, Waltraud (* 1962), österreichische Politikerin (ÖVP)
- Schwämmlein, Helmut (1944–2003), deutscher Ensemble-Leiter und Musikwissenschaftler
- Schwämmlein, Karl (1917–2009), deutscher Lehrer, Schulrektor und Erforscher der Amberger Musikgeschichte

### Schwamp
- Schwampe, Dieter (* 1957), deutscher Jurist und Hochschullehrer